# 比洛濟爾卡 (拉諾夫齊區)
49°45′56″N 26°10′34″E / 49.76556°N 26.17611°E

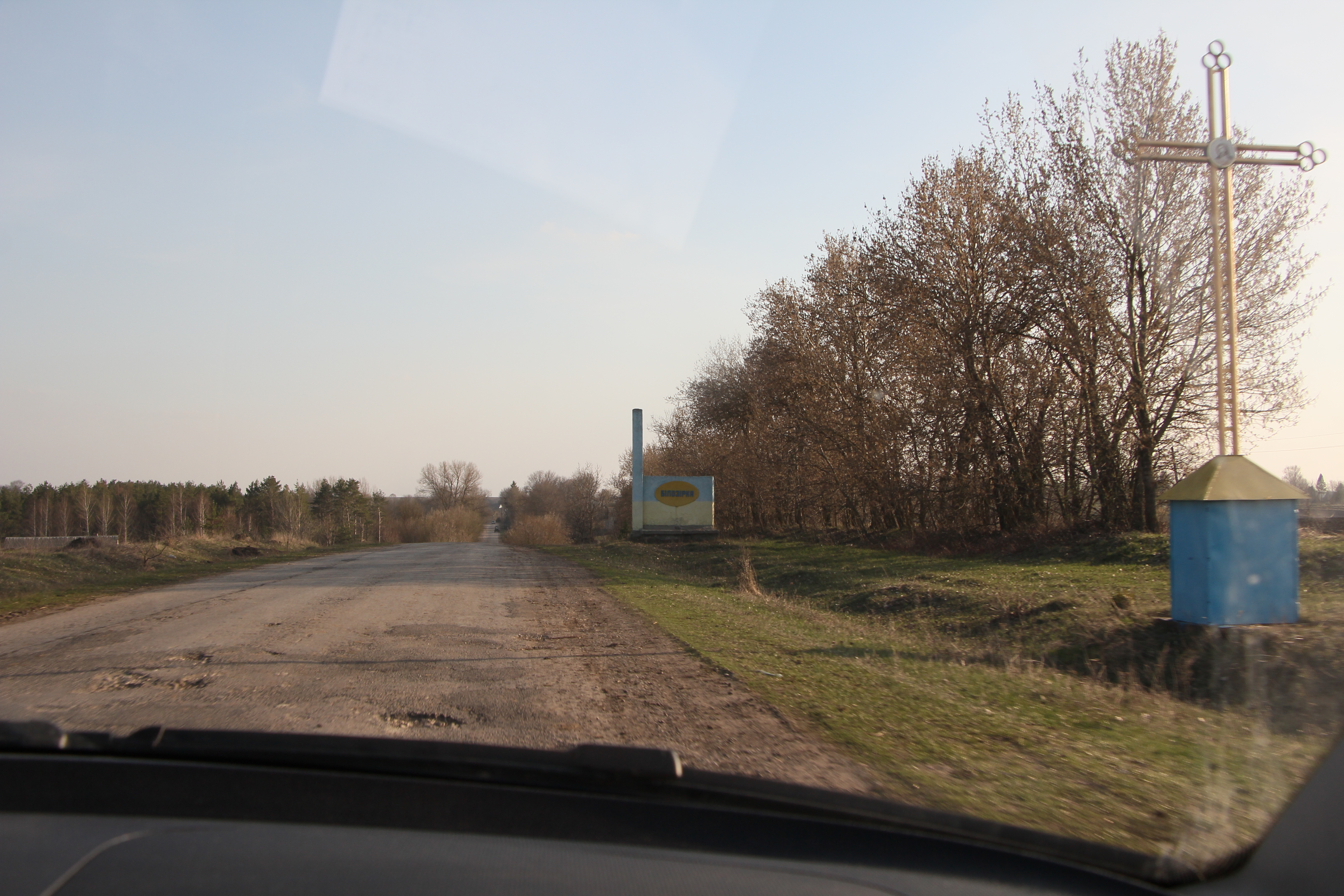

比洛濟爾卡（烏克蘭語：Білозірка），是烏克蘭的村落，位於該國西部捷爾諾波爾州，由克列梅涅茨區負責管轄，始建於1545年，面積4.1平方公里，2001年人口1,102，人口密度每平方公里265.6人。